# Cadillac Fleetwood
Unter der Bezeichnung Fleetwood vermarktete der US-amerikanische Autohersteller General-Motors mit der zum Konzern gehörenden Automobilmarke Cadillac seine besonders luxuriös ausgestatteten und teuren Modelle. Der Name Fleetwood diente dabei ab 1946 zunächst als in- oder halboffizielle Zusatzbezeichnung einiger Modelle. Von 1985 bis 1996 war der eine offizielle und vollgültige Modellbezeichnung. Mit diesem Vorzeichen entstanden drei Fleetwood-Generationen.

## Vorgeschichte: Der Begriff Fleetwood bei Cadillac

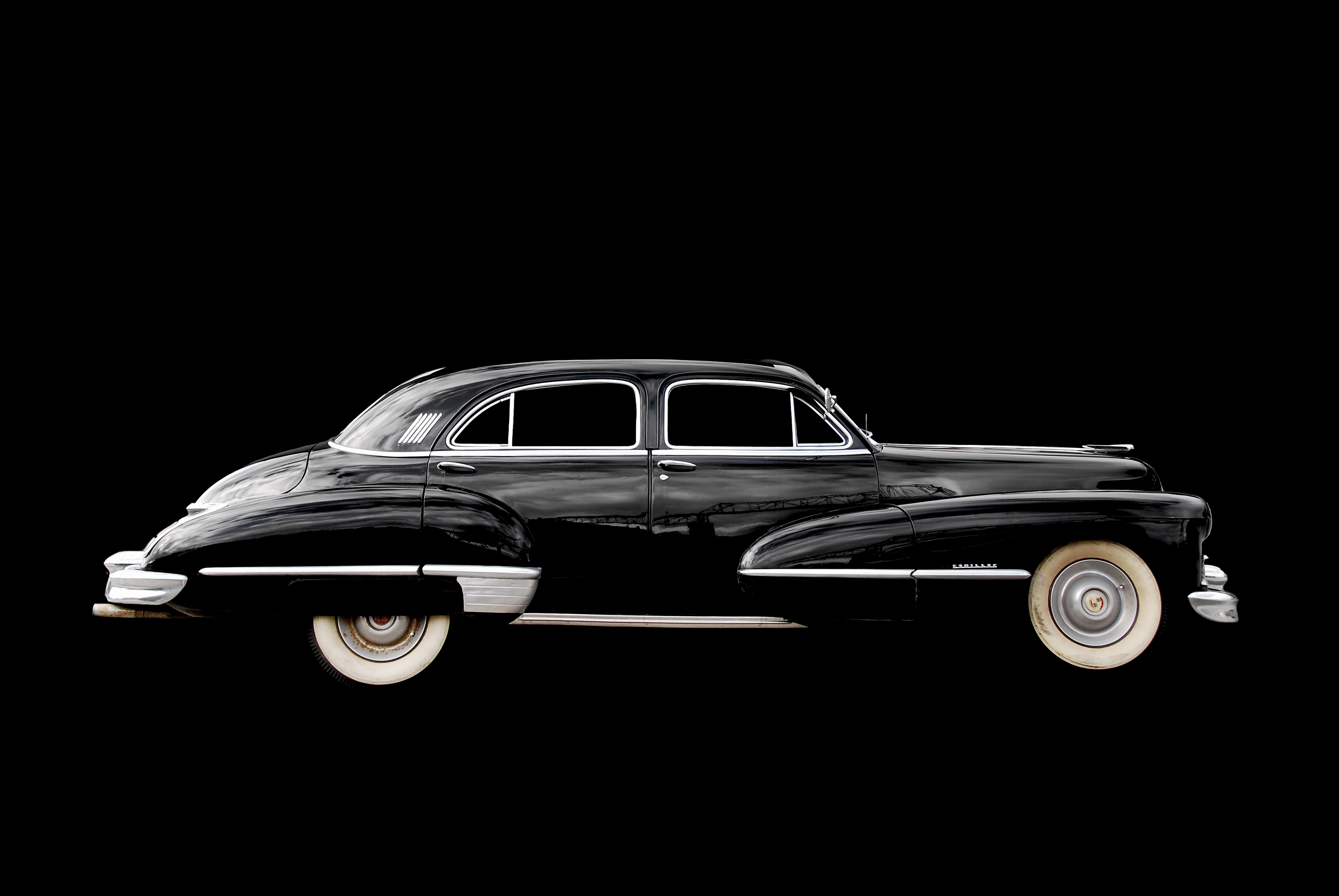
Cadillac Fleetwood (1947)

Die Bezeichnung Fleetwood geht auf die Fleetwood Metal Body Co. zurück, einen angesehenen, ursprünglich selbstständigen Karossier, der in der Vorkriegszeit Kleinserien-, Sonder- und Einzelstück-Karosserien für zahlreiche, vornehmlich luxuriöse Fahrzeuge herstellte. Das Unternehmen wurde von der Fisher Body Company aufgekauft und gelangte mit dieser 1926 ganz in den Besitz von General Motors. Die in den 1930er Jahren entstandenen Sonderkarosserien waren fast ausschließlich Cadillac vorbehalten. Zunehmend war Fleetwood zuständig für besonders gehobene Ausstattungen an den für Cadillac gefertigten Fisher-Karosserien.
In den Nachkriegsjahren trugen die Cadillac-Modelle Sixty Special und Series 75 halboffiziell die Zusatzbezeichnung Fleetwood, ebenso ab Modelljahr 1958 der Cadillac Eldorado Brougham. Ab 1965 trugen Sixty Special, Eldorado und 75 dann offiziell den Namen Fleetwood Sixty Special, Fleetwood Eldorado und Fleetwood 75.
Ab Modelljahr 1977 wurde der Fleetwood Sixty Special durch den Fleetwood Brougham abgelöst. Ab 1976 hieß der Fleetwood Eldorado wieder einfach nur Eldorado, zugleich wurde aus dem Fleetwood 75 die Fleetwood Limousine. Details zu diesen Modellen finden sich unter den jeweiligen Lemmata.

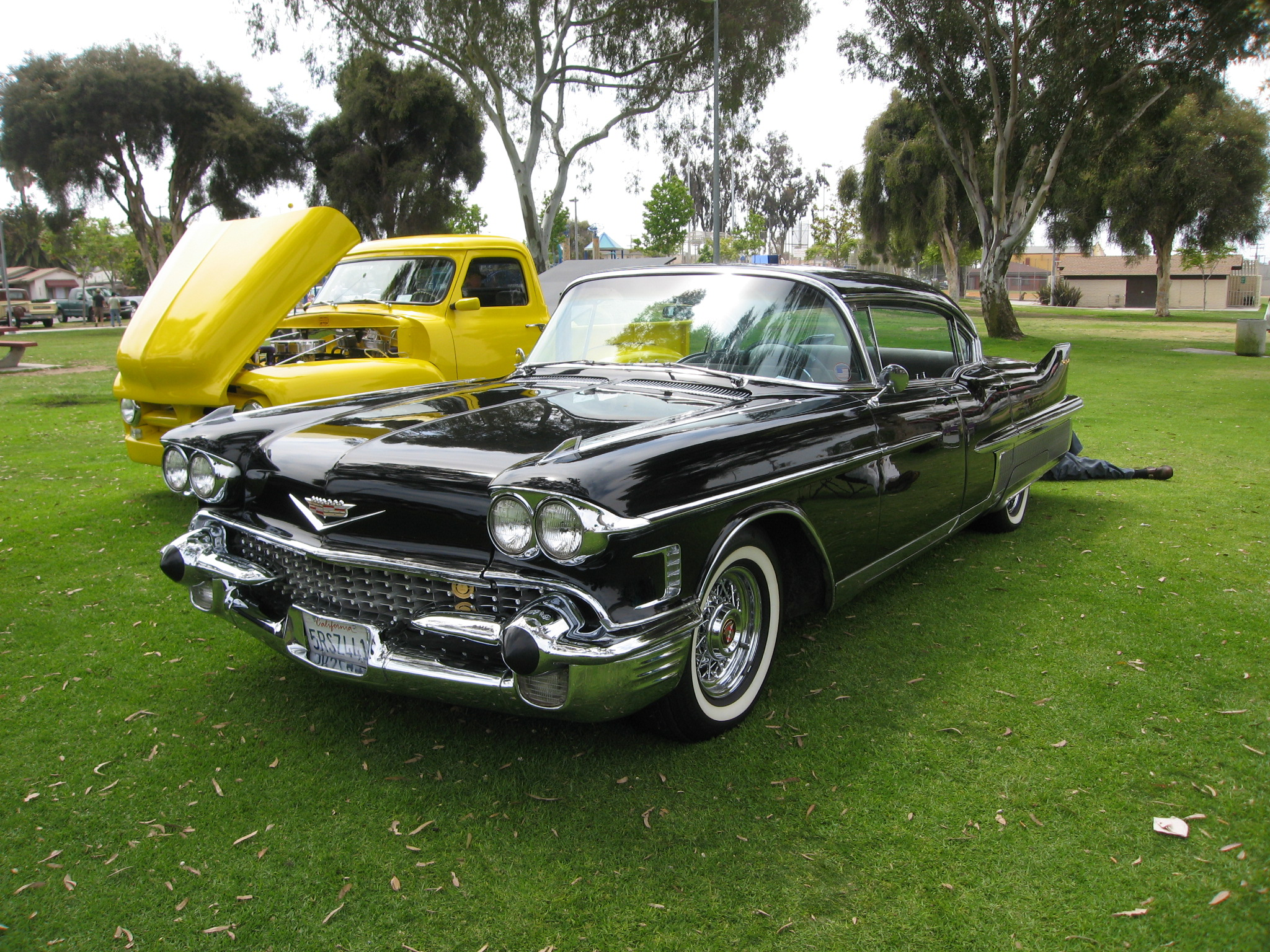
Cadillac Fleetwood 60 Special (1958)
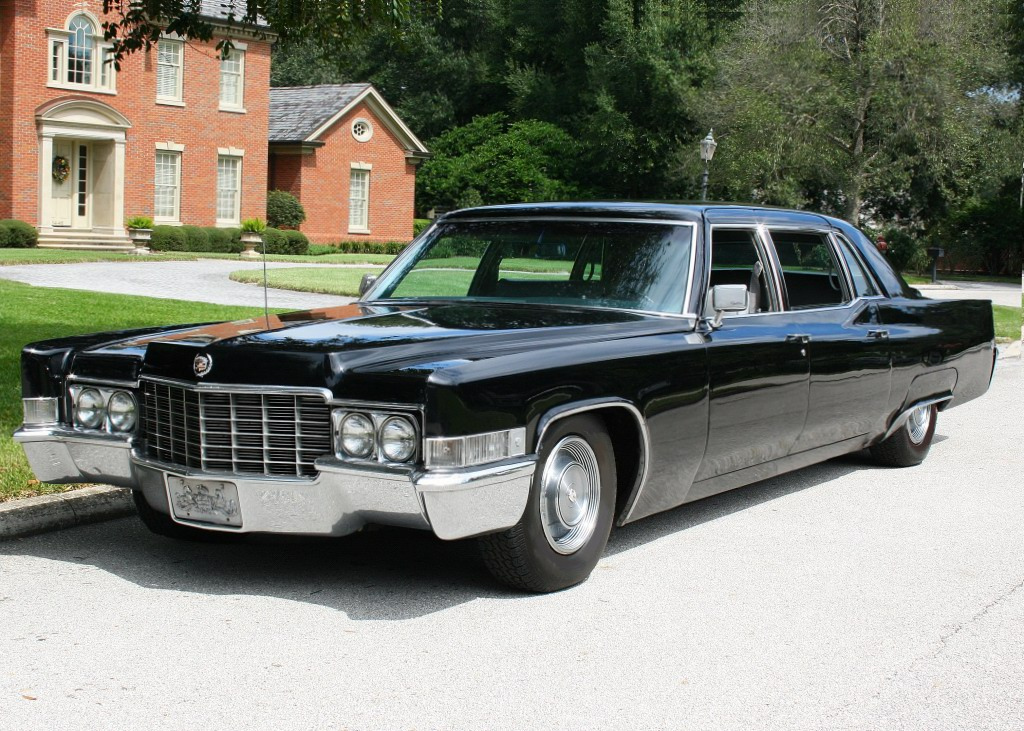
Cadillac Fleetwood 75 (1969)
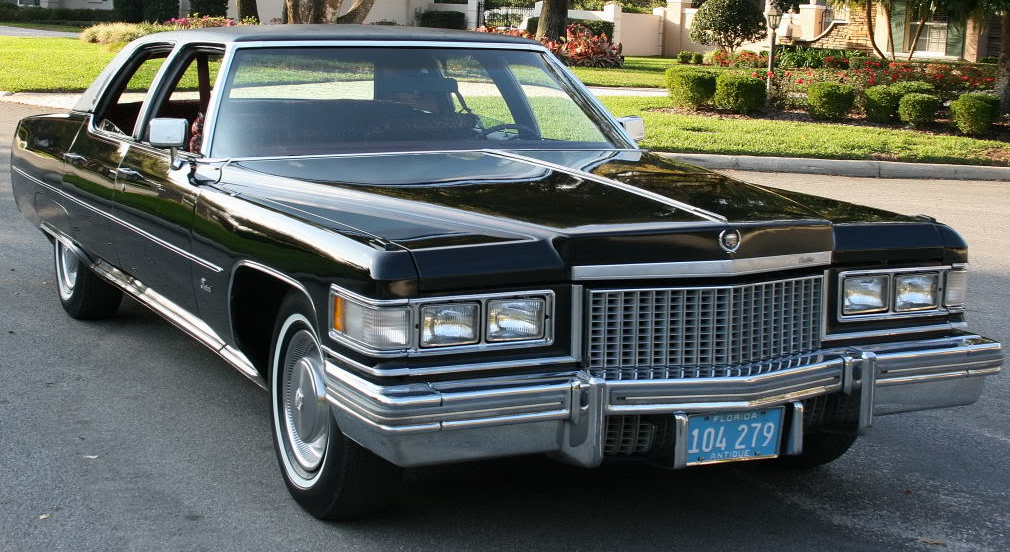
Cadillac Fleetwood (1975)

## Fleetwood als eigenständiges Modell

### Fleetwood (1985–1988)
Als eigenständige Modellbezeichnung wurde der Begriff Fleetwood ab dem Modelljahr 1985 verwendet. Er stand nun für die besser ausgestatteten Varianten des neuen, kleineren und auf Frontantrieb umgestellten DeVille und trat in dieser Funktion an die Stelle des hinterradgetriebenen Modells Fleetwood Brougham, das allerdings bis 1992 als nun eigenständige Modellreihe parallel zum neuen Fleetwood weiterproduziert wurde.
Der Fleetwood war durchgängig als viertürige Limousine und in den Modelljahren 1985 und 1986 auch als zweitüriges Coupé erhältlich. Die Karosserien entsprechen bis auf kleine Details denen der günstigeren DeVille-Modelle. Der Fleetwood serienmäßig mit einem hauseigenen 4,1-Liter-V8-Ottomotor der HT-Reihe ausgestattet, der vorn quer eingebaut ist und die Vorderräder antreibt. Im Modelljahr 1988 wurde sein Hubraum auf 4,5 Liter vergrößert. 1985 gab es wahlweise einen V6-Dieselmotor von Oldsmobile.
Ab 1987 erhielt der Fleetwood die Zusatzbezeichnung d’Elegance. Ein zweitüriges Coupé gab es nicht mehr. 
Zusätzlich gab es von 1985 und 1986 eine als Fleetwood 75 bezeichnete Repräsentationslimousine mit 3414 mm langem Radstand und sieben oder acht Sitzplätzen. Ab 1988 stand zusätzlich zum regulären Fleetwood eine viertürige, sechssitzige Limousine mit 2941 mm Radstand unter der Bezeichnung Fleetwood 60 Special im Programm. Sowohl der Fleetwood 75 als auch der Fleetwood 60 Special wurden nicht bei Cadillac selbst, sondern bei dem selbständigen Karosseriebauunternehmen Hess & Eisenhardt hergestellt.

### Fleetwood (1988–1992)
Von 1989 bis 1992 hieß der Fleetwood d’Elegance wieder nur Fleetwood und die Coupé-Variante rückte wieder ins Angebot. 1989 wurde der Radstand von Fleetwood-Viertürer und Fleetwood 60 Special auf 2891 mm vereinheitlicht; das Fleetwood-Coupé behielt den kürzeren Radstand der DeVille-Modelle.
Der Fleetwood wurde durch einen auf 4,5 Liter vergrößerten V8-Motor angetrieben, dessen Hubraum zum Modelljahr 1991 auf 4,9 Liter wuchs.

### Fleetwood (1992–1996)
Zum Modelljahr 1993, das im Herbst 1992 begann, wurde der große Cadillac Brougham mit Hinterradantrieb durch den neuen Cadillac Fleetwood abgelöst, der technisch mit Chevrolet Caprice und Buick Roadmaster verwandt war und damit weiterhin über die Hinterräder angetrieben wurde.
Mit einer Länge von 5715 mm war er damals das längste in den USA produzierte Automobil. Angetrieben wurde er von einem 5,7-Liter-V8-Motor mit Benzineinspritzung und einer anfänglichen maximalen Leistung von 185 hp (138 kW) und ab Modelljahr 1994 von 260 hp (194 kW), der mit einem Viergangautomatikgetriebe (4L60E) gekoppelt war. Neben dem Grundmodell stand ein reichhaltiger ausgestatteter Fleetwood Brougham im Angebot.
Bis Sommer 1996 wurden von diesem letzten Fleetwood insgesamt 101.698 Exemplare hergestellt. Die Produktion im GM-Werk in Arlington im US-Bundesstaat Texas endete im November 1996.

## Technische Daten
| Modelljahr | Modelljahr | Hubraum in cm³ | max. Leistung in PS | Radstand in mm | Preis (US-$) | Stückzahl     |
| ---------- | ---------- | -------------- | ------------------- | -------------- | ------------ | ------------- |
| 1985       | 1985       | 4081           | 127                 | 2814           | 21.466       | 42.911        |
| 1986       | 1986       | 4081           | 132                 | 2814           | 23.443       | ca. 50.000    |
| 1987       | 1987       | 4081           | 132                 | 2814           | 26.104       | nicht bekannt |
| 1988       | 1988       | 4474           | 157                 | 2814           | 28.024       | nicht bekannt |
| 1989       | Coupé      | 4474           | 157                 | 2814           | 30.365       | 49.935        |
| 1989       | Limousine  | 4474           | 157                 | 2891           | 30.365       | 49.935        |
| 1990       | Coupé      | 4474           | 183                 | 2814           | 32.400       | 40.458        |
| 1990       | Limousine  | 4474           | 183                 | 2891           | 32.400       | 40.458        |
| 1991       | Coupé      | 4920           | 203                 | 2814           | 34.675       | nicht bekannt |
| 1991       | Limousine  | 4920           | 203                 | 2891           | 34.675       | nicht bekannt |
| 1992       | Coupé      | 4920           | 203                 | 2814           | 36.360       | nicht bekannt |
| 1992       | Limousine  | 4920           | 203                 | 2891           | 36.360       | nicht bekannt |

| Modelljahr | Hubraum in cm³ | max. Leistung in hp (kW) | Radstand in mm | Preis (US-$) | Stückzahl |
| ---------- | -------------- | ------------------------ | -------------- | ------------ | --------- |
| 1993       | 5737           | 185 (138)                | 3086           | 33.990       | 31.774    |
| 1994       | 5737           | 260 (194)                | 3086           | 33.990       | 27.473    |
| 1995       | 5737           | 260 (194)                | 3086           | 35.595       | 27.350    |
| 1996       | 5737           | 260 (194)                | 3086           | 36.995       | 15.101    |